# El taxi
El taxi è un singolo dei rapper Pitbull, Osmani Garcia, Sensato e Dayami la Musa, pubblicato il 24 luglio 2015.

## Video musicale
Il videoclip della canzone è stato pubblicato il 23 giugno del 2014. Presenta delle scene che si susseguono senza un filo logico in ambienti diversi: in un vicolo buio davanti ad un taxi, in un’enoteca, in una giungla o in una strada. Nel primo luogo, Garcia e tre donne (tra cui Dayami “La Musa”) ballano in maniera sexy. In tutti gli altri luoghi, Osmani viene tentato singolarmente dalle tre ragazze. Movimenti di danza sexy e allusioni sessuali sono presenti per tutta la durata del video. Nel video, Pitbull e Sensato sono assenti, si sentono solo le voci e ogni volta che cantano, le loro voci si sovrappongono a quelle delle donne, come se stessero cantando loro.

## Classifiche
| Classifica (2015) | Posizione massima |
| ----------------- | ----------------- |
| Italia            | 47                |